# Юзеф Циранкевич
Юзеф Адам Зигмунт Циранкевич (пол. Józef Adam Zygmunt Cyrankiewicz; 23 квітня 1911, Тарнів, Королівство Галичини та Володимирії, Австро-Угорська монархія — 20 січня 1989, Варшава, ПНР) — польський комуністичний політик і державний діяч. У молодості — соціаліст, учасник антинацистського підпілля, в'язень Освенцима і Маутхаузена. З 1948 — один із керівників ПОРП. Голова уряду ПНР в 1947–1952 і в 1954–1970 (довше, ніж хто-небудь в історії Польщі). Усунений від влади після робітничих протестів 1970 на балтійському узбережжі Польщі.

## Життєпис
Проводив на партійних і державних посадах жорсткий сталіністський курс. Брав активну участь у придушенні антикомуністичної опозиції, в тому числі соціалістичної, у переслідуваннях католицької церкви. Відіграв помітну роль у винесенні смертного вироку організатору табірного підпілля Вітольду Пілецькому, спільно з яким свого часу сидів у Освенцимі і спільно готував повстання (цей факт дає додаткові аргументи у версії про співпрацю Циранкевича з гестапо). Під час заворушень робітників у 1956 зайняв демонстративно жорстку позицію, санкціонувавши застосування військ та Корпусу внутрішньої безпеки.

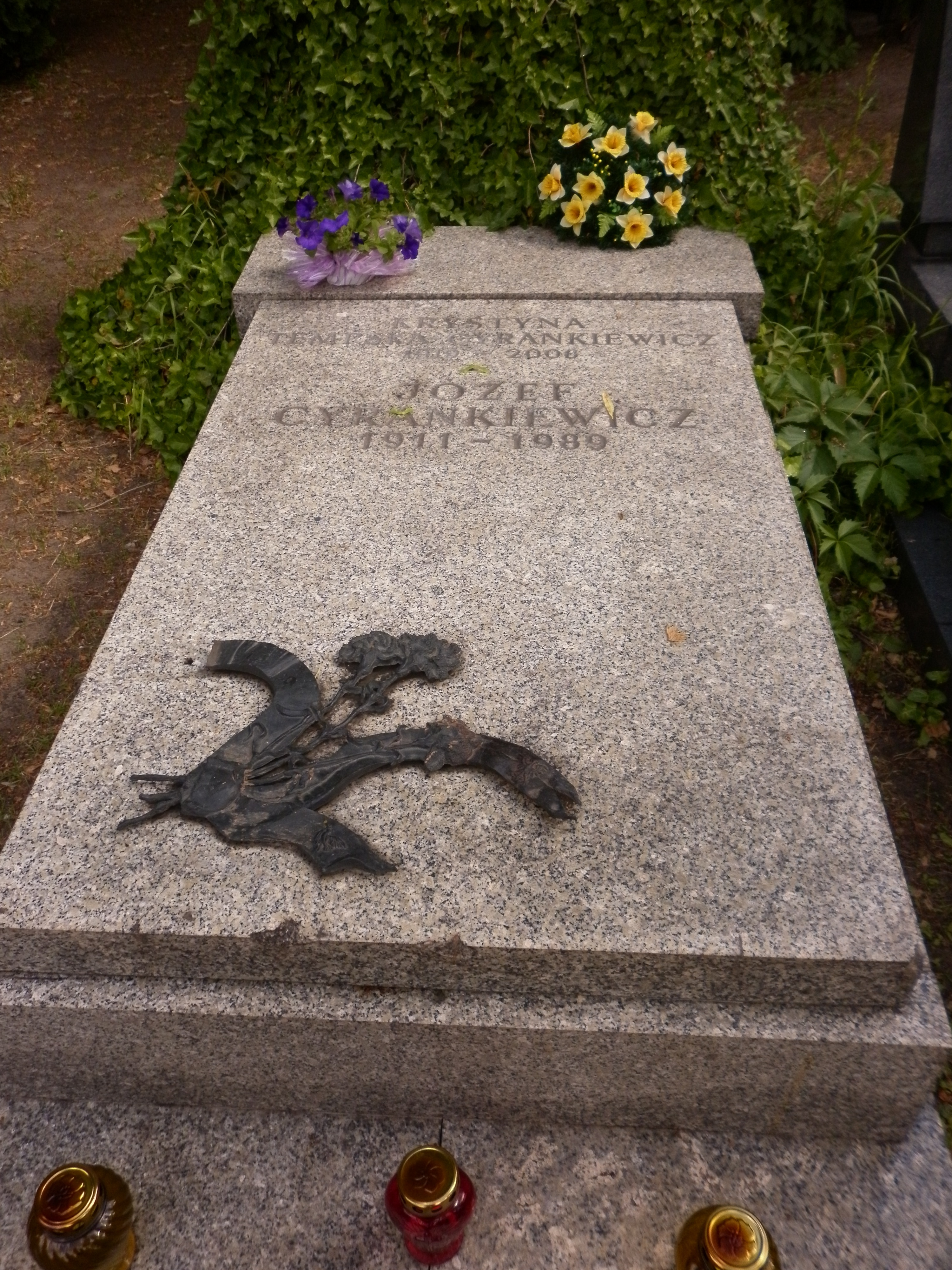
Місце поховання, кладовище Військові Повонзки, Варшава

Показав себе майстром політичного маневру. Уміло маневрував між внутрішньопартійними угрупованнями в ПОРП, зберігаючи лояльність вищим керівникам. Незважаючи на сталіністську орієнтацію, в 1956 підтримав Владислава Гомулку, що виступав з програмою обмеженої лібералізації режиму. Така позиція забезпечила збереження урядової посади за нового партійного керівництва. Вважався другою особою в державній ієрархії ПНР 1960-х років (в ієрархії ПОРП його вплив поступався Зенону Клишку).
Відігравав чільну роль у зовнішній політиці ПНР. Уклав договір про створення ОВД і польсько-західнонімецький договір 1970, який закріпив кордон по Одеру — Нейсе.
У період політичної кризи 1968 виступав із погрозами на адресу протестуючих студентів. Фактично став на бік «фракції партизанів» Мечислава Мочара, отримавши репутацію партійного ортодокса і антисеміта.